# 圣默努 (阿列省)
圣默努（法語：Saint-Menoux，法語發音：[sɛ̃ mənu]）是法国阿列省的一个市镇，属于穆兰区。

## 地理
圣默努（46°35'3"N, 3°9'39"E）面积27.62 平方千米，位于法国奥弗涅-罗讷-阿尔卑斯大区阿列省，该省份为法国中部省份，北起涅夫勒省、西北接谢尔省，西南至克勒兹省，南至多姆山省，东南临卢瓦尔省，东临索恩-卢瓦尔省。
与圣默努接壤的市镇（或旧市镇、城区）包括：阿贡日、欧特里伊萨尔、波旁拉尔尚博、马里尼、苏维尼。

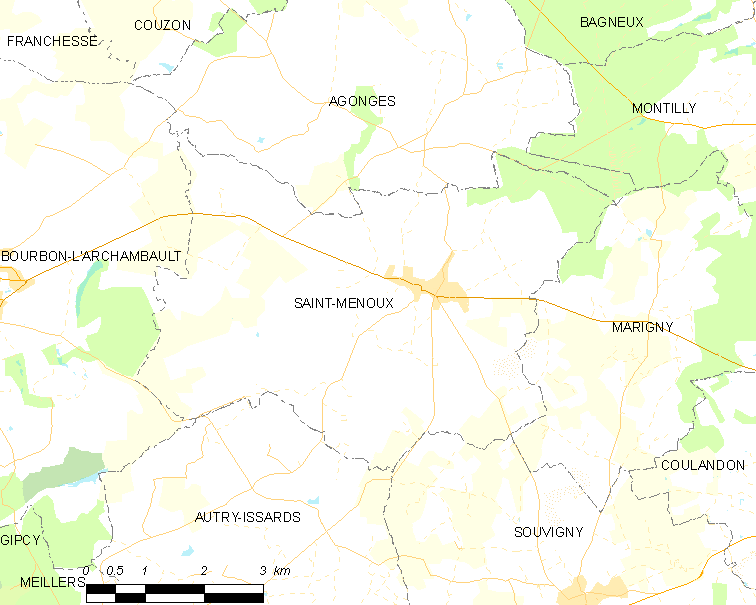
的OSM定位图

圣默努的时区为UTC+01:00、UTC+02:00（夏令时）。

## 行政
圣默努的邮政编码为03210，INSEE市镇编码为03247。

## 政治
圣默努所属的省级选区为苏维尼县。

## 人口

1962-2008年间人口变化图示

圣默努于2022年1月1日时的人口数量为1135人。
圣默努人口变化图示
| 数据来源：INSEE |